# سايلنت هيل (لعبة فيديو)
سيلنت هيل هي لعبة فيديو من نوع رعب البقاء من تطوير شركة كونامي اليابانية، صدرت سنة 1999 على جهاز سوني الأول. وتعتبر ثورة كبيرة في عالم العاب الرعب بفضل مقاربتها النفسية للخوف مما جعلها تحقق نجاحا عالميا.
تتميز لعبة سيلنت هيل عن غيرها من ألعاب الرعب (ريزدنت ايفل مثلا)، خلقت نوعا جديدا من الرعب لم يكن معروفا من قبل في عالم العاب الرعب أطلق عليه اسم الرعب النفسي، معتمدة في ذلك على مقاربة نفسانية لخلق الخوف لدى اللاعب مبنية على سيناريو وموسيقى متطورين إضافة إلى الاعتماد على طريقة لعب جديدة واستعمال جيد لتنقلات الكاميرا.
اللعبة هي الجزء الأول من سلسلة ألعاب الرعب سايلنت هيل.

## القصة
بضغط من ابنته شيريل يتوجه هاري ماسون إلى مدينة سيلنت هيل بغرض السياحة وقضاء العطلة.على مدخل المدينة تتعرض سيارته لحادثة سير بعد محاولته تجنب الاصطدام بفتاة غريبة ظهرت أمامه فجأة على الطريق. فتنقلب سيارتة، مما يفقده الوعي. بعد مدة يستفيق ليجد ابنته قد اختفت بدون ترك أي أثر.ليبدأ في البحث عنها في مدينة مهجورة يلفها الضباب.

## الشخصيات
- هاري مايسون (harry mason)

أول ظهور له: (Silent Hill (1999 وأيضا أخر ظهور له في (Silent Hill: Shattered Memories (2010
مقلد الصوت: Kirk Thornton
هويته: أنسان
مكان الولادة: ” سايلنت هيل ”
سنة الولادة: 1983
العمر: 30
الجنس: ذكر
لون العينين:بني
لون الشعر: بني
وظيفته: كاتب روايات
هاري ماسون هي شخصية كان أول ظهور لها في عام 1999 في أول جزء من سلسلة ” سايلنت هيل ” لكن ظهر أيضا في اخر جزء من سايلنت هيل وهو ” Shattered Memories الذكريات المحطمة ” في عام 2009 , أيضا هاري ماسون هي الشخصية القابلة لللعب في الجزء الأول من السلسلة وأيضا جزء ” Shattered Memories الذكريات المحطمة ” ,في عام 1983 زوجة هاري ” Dahlia داليا ” انجبت طفلة أسمها ” Cheryl شيريل ” , هاري كان أباً محبوبا جدا من قبل أبنته ” شيريل ” , عائلة هاري عاشت في شارع ” ليفن ” في مدينة سايلنت هيل، لكن بعد ذلك هاري طلق داليا حيث هذا الحدث أثر كثيرا على شيريل لدرجة أنها تلوم نفسها على ذلك، قصة هاري الحقيقية تبدأ عندما ذهب هاري مع أبنته شيريل بعد طلاق هاري لداليا في يوم بارد لنزهة صغيرة لكن توقفت سيارة هاري بسبب حادث قوي حيث صحى هاري بعدها من غفوته لكنه لم يجد ” شيريل ” حيث هكذا بدأت قصة Shattered Memories …
شكل هاري ماسون تغير في نسخة الريميك Shattered Memories كثيرا.. حيث في الجزء الأول كان يبدو شاب قليلا ولا يرتدي نظارة، لكن في Shattered Memories تغير شكله إلى شكل أفضل ويليق بالشخصية حيث أصبح يرتدي نظارة ليفي مظهره بأنه كاتب قليلا وأيضا أصبح كبير في السن قليلا، أيضا ملابس هاري تتغير حسب اللاعب وحسب خياراته، لكن عند نقطة معينة وليس في بداية اللعبة، ليس لدى هاري أي سلاح يدافع فيه عن نفسه سوى الهروب لكن لديه أدوات مثل الكشاف الذي يستعمله طوال اللعبة وهو مهم جدا، وأيضا هاتفه المحمول الذي يمكن منه التصوير أو يرى خريطة الـ “GPS ” , هاري يمكنه دفع الوحوش بعيدا وأيضا يمكنه أخذ شعلة ضوئية ليبعد الوحوش عنه..
- شيرل مايسون ( Cheryl Mason )

شيرل بنت هاري بالتبني ووصفها بانها بنت بعمر سبعة سنوات مع شعر اسود قصير {وصف هاري المعتاد} شيرل بنت غامضة وتحب الرسم فهو من هواياتها الي جانب، الغموض تصبح شيرل مفقودة وستكون هي الهدف الرئيسي الذي يبحث عنه هاري والدها.
-
- اليسا ( Alessa )

اليســـا

اليسا وهي ابنة داليا غالسبي و هي تلك الامراة الشبح التي تظهر لهاري في جميع المناطق في التل الصامت ويبدو ان لها علاقة بالمؤامرة المدبرة. اليسا يبدو انها هي قربان الالهة الجديدة وستكون خليطا مع شيرل لتتحول إلى وحش
- سيبل بينت ( Cybil Bennett )

شرطية من شرطة brahmas البلدة المجاورة للتل الصامت سيبل هي الشرطية الشابة التي اتت لقرية سايلنت هيل في الوقت الذي اتى فيه هاري للبلدة زقد وقع الاثنان في نفس المأزق الا وهو الاحداث الغريبة في هذه المدينة الصامتة فعلي هاري وسيبل ان يعملا سويتا لايجاد شيرل والهروب من البلدة والنجاة
- داليا غالسبي (Dahlia Gillespie)

داليا امراة عجوز غامضة جدا لها دور اساسي في اللعبة فهي الوحيدة التي يبدو انه لها فهم ومعرفة بالامور الغريبة التي تحدث في التل الصامت ستقوم باعطاء هاري العديد من الاشياء الضرورية والتي ستساعدك لاحقا في اللعبة.
- ميشيل كوفمان(Dr. Michael Kaufmann)

كوفمان طبيب من مستشفى Alchemilla الموجود في التل الصامت كما نعرف صفاته واضحة في وجهه، رجل جدي بارد النظرات اما عن بدايته مع المغامرة فان كوفمان يستيقظ من الغفوة فيجد سيبل وهاري في خضم الفوضي في سايلنت هيل ولن يكون له مساعدات تذكر.
- الممرضة ليزا جارلاند (Lisa Garland)

ليسا ممرضة بمستشفي Alchemilla ليزا شخص قد تم ابتلاعه من قبل عالم الظلام بسايلنت هيل ليزا فتاة ودودة بطبعها وكلامها تحب ان يبقى معها هاري وتخاف ان يتركها وحدها ليزا لها علاقة بالالهة المزعومة والقصة الغريبة.

## وحوش سايلنت هيل 1

### Mumbler
تحب وحوش الممبلر العمل في جماعات فيمكن أن تجدها في مجموعة مكونة من اثنين، ولهم طريقة ذكية للإطاحة بهاري حيث يقوم واحد منهم بالإمساك به وتثبيته أما الثاني يقوم بطعنه بالسكين الذي بيده. من الأفضل أن تقوم بقتله عن طريق المسدس أو أي ذخيرة أخرى.

### Air screamer

هي مخلوقات طائرة التنبه لها عن طريق سماع صوت الخفقان من حولك. عندما تقترب تقوم بمهاجمة هاري من الخلف وهي نقطة صعبة لهاري يمكنك الهرب منها أو إسقاطها بالبندقية وهي وسيلة فعالة.

### Groaner
كلاب مسخة جلدها مسلوخ، تقوم هذه الكلاب بجولات استطلاع في البلدة للبحث عن فريسة لينقضو عليا. سهل القضاء عليها ويمكنك قتلها بواسطة المسدس أو البندقية.

### Stalker

تصادفك هذه المخلوقات الصغيرة والمخيفة والتي تشبه المخلوقات الفضائية في المدرسة كما يمكن إيجادها في فيما بعد. هذه المخلوقات ذات الصوت الحاد لا تستطيع إيذاء هاري كما بدورك لا تستطيع أن تؤذيها لكنها عادة ما تكون مصحوبة بوحوش أخرى خطرة.

### الصراصير
توجد في المجاري وتهجم على رجل هاري. من السهل القضاء عليها إما بركلها أو إطلاق النار عليها.

### Romper
أحد اقوى الوحوش المقيمة في التل الصامت بغض النظر عن الوحوش الرئيسية. يقوم واحد منها بالقفز على هاري وإلقائه أرضا ويبدأ في تمزيق جسده وهذه الوحوش عبارة عن رجال بأذمغة مشوهة وعقل معدوم يمكن قتلها بالبندقية وستقابلها في المدينة بعد مرحلة المجاري.

### الممرضة/الدكتور
الممرضة والدكتور اللذان يشتغلان في المستشفى. يهاجمون بالسكاكين وعدد الممرضات أكثر من الدكاترة في المستشفى حيث يندر أن تصادف أحد الدكاترة الرجال. يمكن قتلهم عن طريق 3 طلقات من البندقية على الأقل.

### Wormhead

هذه الوحوش هي النسخة المتطورة عن ال Groaner الكلاب التي سبق وذكرت. تجوب هذه النوعية الجديدة من الكلاب ذات الرأس الكبير سوية في مجموعات، غالبا ما تكون فيمجموعة من اثنين في الجزء الثاني من المدينة بعد المجارير ويمكن قتلها بالبندقية لأن المسدس لا نفع به معها.

### Night flutter
هذه الوحوش تشبه ال Screamers لكنها أقوى وأسرع وأكثر شراسة منها، أساليب هجومها نفس أساليب أبناء عمها الأصغر منها،
ويمكن أن تجدها في نفس المدينة بعد المجاري.

### Hanged scratcher
تجدها مستعدة لك ومختبئة في ظلام السقف، يمكنك الاستعانة بالراديو لتنبيهك منها ومن باقي الوحوش ويكمن هجومها في أن تنقض عليك من أعلى.

### Claw finger
يشبه هذا الوحش ال Mumblers لكنه يملك مخالب بدلا من السكاكين. ستقابل هذه المخلوقات في المجاري ويمكن القضاء عليها بسهولة عن طريق البندقية أو المسدس لأنها بطيئة الحركة.

## روابط خارجية
- سايلنت هيل على موقع IMDb (الإنجليزية)